# Hertogdom van Castro

Wapenschild

Het hertogdom Castro was een leengoed in centraal Italië opgericht door paus Paulus II in 1537. Het lag op de grens tussen Lazio en Toscane en had als hoofdplaats Castro, een versterkte stad die uitkeek over de rivier Fiora. De jure was het hertogdom een vazalstaat van de Kerkelijke Staat, maar de facto genoten de hertogen van Castro onafhankelijkheid tot 1649 wanneer het gebied terug bij de Kerkelijke Staat werd ondergebracht.
De titel Hertog van Castro is een titel uit het oude koninkrijk der Beide Siciliën. De titel wordt momenteel gedragen door prins Carlo, die zegt het hoofd van de familie Bourbon-Sicilië te zijn.
Pier Luigi Farnese was de eerste hertog van Castro. Het hertogdom werd overschaduwd door Farnese's bezittingen in Noord-Italië, het hertogdom Parma en Piacenza.
Sinds 1960 gebruiken prins Reinier van Bourbon-Sicilië en zijn nakomelingen de titel Hertog van Castro. Hij meende dat hij hoofd van het huis Bourbon-Sicilië was, net zoals zijn zoon Ferdinando en kleinzoon Carlo, maar dit wordt betwist door Pedro van Bourbon-Sicilië, wiens claim enkel door de Spaanse koninklijke familie wordt erkend.